# 2009 au Yémen
2007 au Yémen - 2008 au Yémen - 2009 au Yémen - 2010 au Yémen - 2011 au Yémen
2007 par pays au Proche-Orient - 2008 par pays au Proche-Orient - 2009 par pays au Proche-Orient - 2010 par pays au Proche-Orient - 2011 par pays au Proche-Orient]

## Chronologie

### Janvier 2009
- Dimanche 18 janvier 2009 : Un expert allemand travaillant pour la société gazière Yemen LNG a été enlevé par des membres armés d'un groupe tribal dans l'est du pays.

- Mardi 20 janvier 2009 : L'otage allemand enlevé dimanche est libéré par ses ravisseurs.

- Lundi 26 janvier 2009 : Trois hommes armés qui avaient ouvert le feu sur les forces de sécurité près de l'ambassade des États-Unis à Saana sont arrêtés par la police yéménite.

- Vendredi 30 janvier 2009 : Le SITE, centre américain de surveillance des sites islamistes, rapporte qu'un ancien détenu saoudien de Guantanamo est présenté dans une vidéo mise en ligne par un site islamiste comme le nouveau responsable d'Al-Qaïda pour le Yémen.

### Février 2009
- Mercredi 18 février 2009 : Le Yémen remet à l'Arabie un des suspects figurant sur une liste de 85 personnes recherchées pour leurs liens avec Al-Qaïda. Le Saoudien Mohammad Atiq Awayd al-Aoufi, 35 ans, un ancien détenu de la base américaine de Guantanamo à Cuba, s'était rendu aux autorités yéménites.

### Mars 2009
- Dimanche 15 mars 2009 : 4 touristes sud-coréens, deux hommes et deux femmes, et leur guide yéménite, sont tués dans une explosion près de la ville historique de Shibam (province du Hadramaout, sud-est). 5 autres touristes sud-coréens – trois femmes et deux hommes – ainsi qu'un Yéménite ont été blessés.

- Mardi 17 mars 2009 : 16 membres présumés d'Al-Qaïda — 11 Yéménites, 4 Syriens et 1 Saoudien — actuellement jugés à Sanaa, ont entamé une grève de la faim pour protester contre leurs mauvaises conditions de détention. La plupart d'entre eux ont combattu en Irak avant de rejoindre le Yémen, où ils accusés d'appartenir à un réseau extrémiste et d' y avoir perpétré au moins 13 attaques armées.

- Mercredi 25 mars 2009 : 6 membres d'Al-Qaïda sont arrêtés; ils faisaient partie d'un groupe qui planifiait des attentats contre des installations pétrolières, des intérêts occidentaux et des touristes étrangers.

- Dimanche 29 mars 2009 : Le ministère de la Défense annonce avoir remis à l'Arabie saoudite cinq Saoudiens, dont Ali Abdallah al-Harbi interpellé récemment dans la région de Taez, à quelque 250 km au sud de Sanaa, figurant sur une liste de 85 personnes recherchées pour leurs liens avec Al-Qaïda, mais Ryad a précisé que seule l'un d'eux était soupçonné de terrorisme, « les quatre autres sont recherchés pour d'autres problèmes ».

- Mardi 31 mars 2009 : Un couple de touristes néerlandais est enlevé par des membres de la tribu yéménite des Bani Dhibiane.

### Avril 2009
- Lundi 13 avril 2009 : Les deux otages néerlandais retenu depuis le 31 mars par des membres de la tribu des Bani Dhibiane a été libéré en début de soirée à la suite d'une médiation tribale.

- Jeudi 23 avril 2009 : Un bateau de 117 migrants illégaux en provenance de la côte somalienne près de Bossasso, a fait naufrage au large des côtes de la région d'Abyan (250 km à l'est d'Aden), le bateau qui a fait naufrage faisait la traversée avec une autre embarcation qui transportait environ 105 personnes. Au total 165 personnes, ont été recueillis. Depuis le début de l'année, 387 embarcations et 19 622 personnes sont arrivées au Yémen après la périlleuse traversée du Golfe d'Aden en provenance de la Corne de l'Afrique pour fuir la violence et la famine, principalement en Somalie, causant la mort de 131 migrants clandestins auxquels s'ajoutent au moins 66 autres portés disparus.

- Dimanche 26 avril 2009 :
  - Ouverture du procès de 19 membres d'un groupe rebelle chiite de la minorité zaïdite  poursuivis pour avoir préparé des attentats « terroristes » dans la capitale Sanaa et pour le meurtre de plusieurs officiers de police en mai 2008 dans les environs de la capitale. Les accusés risquent tous la peine de mort s'ils sont reconnus coupables.
  - Violent accrochage des forces yéménites avec des pirates somaliens qui se sont attaqués à 4 navires au large des côtes du Yémen. Trois des navires commerciaux sont libérés. Le quatrième, un pétrolier vide, est libéré le lendemain. Au total 2 pirates sont tués et 15 autres sont arrêtés.

### Mai 2009
- Lundi 4 mai 2009 :
  - Un terroriste qui préparait un engin explosif pour commettre un attentat trouve la mort dans l'explosion accidentelle de son engin dans un village de la province d'Abyan (sud). Selon les autorités il s'agit de Anwar Mohamed Ahmed al-Tughaichi, qui figurait sur la liste des personnes les plus recherchées au Yémen.
  - Un autre activiste, recherché « pour son implication dans l'attaque terroriste contre la délégation sud-coréenne », le 18 mars dernier près de l'aéroport de Sanaa, est arrêté dans la province de Hudeida (ouest).

- Mardi 5 mai 2009 : Des accrochages dans le nord-ouest, causent la mort d'un soldat, dans la localité de Razeh (province de Saada), et d'au moins 4 rebelles zaïdites, « partisans d'Abdel Malek al-Houti et de nombreux blessés », dans le voisinage du village de Qalaa. Les affrontements entre rebelles et les forces de l'ordre ont fait plusieurs milliers de morts depuis 2004. Le zaïdisme est une branche du chiisme, dont la plupart des adeptes résident au Yémen, où ils sont minoritaires dans un pays à majorité sunnite[1].

- Jeudi 21 mai 2009 : Trois personnes ont été tuées et 30 autres blessées par balles lors d'échauffourées entre la police et des manifestants à Aden à la veille du 19e anniversaire de la réunification du Yémen.

- Dimanche 31 mai 2009 : Des affrontements entre la police et des manifestants, à Daleh (180 km au nord d'Aden), cause la mort d'une personne civile et en blesse 5 autres. Un échange de tirs a opposé des manifestants armés et des policiers qui tentaient de disperser la marche pendant laquelle des  slogans hostiles au gouvernement ont été lancés. Une première manifestation s'était déroulée samedi à Daleh sans violence[2].

### Juin 2009
- Lundi 8 juin 2009 : Des incidents ont éclaté, dans le village d'Al-Eind (province de Lahaj, sud), lors des funérailles de 6  personnes victimes de violences lors de précédentes manifestations; 2 nouvelles personnes ont été tuées et 4 autres blessés lors des heurts qui se sont ensuivis avec la police.

- Samedi 13 juin 2009 : Le ministère de la Défense annonce que 9 étrangers (sept Allemands dont 3 enfants, un ingénieur britannique et une enseignante sud-coréenne), ont été enlevés par des rebelles chiites dans la région de Saada (nord). Une partie des adultes sont membres d'une organisation internationale officiant depuis 35 ans au sein de l'hôpital de la ville de Saada. La rébellion chiite nie les enlèvements[3].

- Dimanche 14 juin 2009 : Le ministère de la Défense annonce le démantèlement d'une cellule terroriste « opérant à Sanaa et dans la province de Marib » et l'arrestation, la semaine précédente, du bailleur de fonds d'al-Qaida au Yémen et en Arabie saoudite, « Hassan Hussein ben Alwan », un Saoudien. « Cette cellule planifiait des actes terroristes au Yémen. Elle avait commandité plusieurs attentats d'Al-Qaida perpétrés dans le pays »[4].

- Lundi 15 juin 2009 : Le naufrage d'une embarcation de passeurs clandestins dans le Golfe d'Aden cause la noyade de 18 migrants illégaux, mais 29 autres sont portés disparus.

- Mercredi 17 juin 2009 : Les forces de sécurité yéménites qui ratissent la province de Saada (nord) ont retrouvé les corps des deux Allemandes et de la Sud-Coréenne faisant partie des 9 étrangers pris en otage la semaine précédente. la veille, le ministre allemand des Affaires étrangères, Frank-Walter Steinmeier, avait estimé que les personnes enlevées se trouvaient aux mains d'un « groupe violent sans scrupules ». Les deux Allemandes tuées ont été identifiées comme étant des étudiantes de l'école protestante Brake, âgées de 24 et 25 ans, qui faisaient un stage de trois mois comme aides-soignantes dans un hôpital de Saada.

- Mardi 30 juin 2009 :
  - Le vol 626 Yemenia, un Airbus A310 s'écrase en mer au large des Comores avec 153 personnes à bord essentiellement des Comoriens et des Français, une seule rescapée. L'avion s'est abîmé en mer aux premières heures de la matinée, à plusieurs milles marins des îles Comores, avec à bord 142 passagers et 11 membres d'équipage. Partis de Paris-Roissy en Airbus A330 de Yemenia, ils avaient changé d'appareil à Sanaa (Yemen) pour embarquer sur A310 en direction de Djibouti puis Moroni.
  - ** Le secrétaire d’État français aux Transports, Dominique Bussereau, indique que l'avion, vieux de 19 ans, avait été « exclu » du sol français il y a quelques années parce qu'il présentait un certain nombre d'irrégularités dans ses équipements. L'Agence européenne de sécurité aérienne avait retiré à la compagnie yéménite l'autorisation d'assurer la maintenance des appareils enregistrés dans l'UE, mais elle  n'est pas sur la liste noire des compagnies interdites de vol dans l'UE.

### Juillet 2009
- Mercredi 1er juillet 2009 : Le président Abdel Khaleq al-Qadhi de la compagnie Yemenia annonce qu'un premier versement de 20 000 euros de compensations serait versé pour les familles de chaque victime de l'Airbus A310 qui s'est abîmé en mer mardi avant l'aube près des côtes comoriennes avec à bord 153 passagers et membres d'équipage.

- Mardi 2 juillet 2009 :
  - Le ministre du Transport, Khaled al-Wazir s'est dit « surpris » par les « jugements anticipés » portés sur les causes du crash « avant la publication des résultats de l'enquête en cours » et a jugé « injustes » les critiques faites en Europe à la compagnie aérienne Yemenia pour ses normes de sécurité après le crash de son Airbus A310 près des Comores, ajoutant que son département « se réservait le droit de poursuivre en justice les parties qui cherchent délibérément à nuire à l'image de la compagnie nationale yéménite »[5].
  - La compagnie Yemenia Air annonce la suspension « pour une durée indéterminée » de ses vols au départ et à destination de Marseille à la suite des incidents qui se sont produits à l'aéroport Marseille-Provence à Marignane (France) au départ d'un vol pour les Comores[6].

- Samedi 4 juillet 2009 : Le président Abdel Khaleq al-Qadhi de la compagnie Yemenia annonce que sa compagnie maintient ses deux liaisons régulières hebdomadaires entre Sanaa et Moroni (capitale des Comores). Cependant tous les vols additionnels sont suspendus, en raison des tensions créées par le crash de son Airbus A310.

- Lundi 6 juillet 2009 : Sept rebelles de la minorité chiite zaïdite sont condamnés à la peine de mort pour leur implication dans des affrontements meurtriers avec les forces gouvernementales en 2008 près de Sanaa. Sept autres accusés, également jugés pour « association à une bande armée pour un projet criminel collectif », ont été condamnés de 12 à 15 ans de prison ferme. Au total, 190 membres de la minorité zaïdite sont jugés par petits groupes depuis avril, poursuivis pour leur participation à la rébellion et aux affrontements qui se sont produits à Bani Hocheich.

- Mardi 7 juillet 2009 : Le PDG de la compagnie Yemenia menace de réexaminer la commande de 10 Airbus A350 en cas de poursuite de « pressions » et de « non coopération de la France et d'Airbus » dans l'accident de l'A310 qui s'est abîmé en mer le 30 juin au large des Comores et qui a fait 152 morts[7].

- Mercredi 8 juillet 2009 : Des centaines d'employés de la Yemenia ont manifesté devant l'ambassade de France à Sanaa pour protester contre « l'ambiguïté » de la France dans l'enquête sur le crash de l'Airbus A310 de leur compagnie, qui s'est abîmé le 30 juin en mer au large de l'aéroport de Moroni (Comores).

- Lundi 13 juillet 2009 : Six Yéménites accusés d'avoir perpétré des attentats au nom d'al-Qaïda ont été condamnés à mort que 10 autres personnes, dont un Saoudien et quatre Syriens, ont écopé de peines de prison ferme.

- Samedi 18 juillet 2009 : Dix personnes ont été tuées dans des heurts entre des rebelles chiites « Houtis » armés et des militants du parti d'opposition islamiste Al-Islah (sunnite, 62 députés) pour le contrôle de la mosquée Zine al-Abidine à Zahra (nord).

- Mardi 21 juillet 2009 :
  - Saada : Un officier a été tué et 2 soldats ont été blessés dans une embuscade menée par des rebelles zaïdites. Depuis 2004, les affrontements entre les rebelles conduits par Abdel Malek al-Houti et les forces de l'ordre ont fait des milliers de morts[8].
  - La marine de guerre yéménite a mis en fuite un groupe de 14 embarcations de pirates somaliens qui ont tenté de capturer un pétrolier yéménite dans le Golfe d'Aden, qui faisait route d'Aden vers Houdeida[9].

- Mercredi 22 juillet 2009, Abyan : 12 personnes ont été tuées lors d'affrontements à Jinzibar (sud) entre forces gouvernementales et activistes séparatistes armés. Le jihadiste Tarek al-Fadhli s'est récemment rallié aux partisans d'une sécession du sud du pays.

- Jeudi 23 juillet 2009, Saada : Sept militaires ont été tués et d'autres blessés dans plusieurs attaques de rebelles zaïdistes conduits par Abdel Malek al-Houti contre des postes militaires dans les localités d'al-Mahader et Koutat. Le zaïdisme est une branche du chiisme, dont la plupart des adeptes résident au Yémen, où ils sont minoritaires dans un pays à majorité sunnite.

- Vendredi 31 juillet 2009 : Affrontements dans l'est entre un groupe d'activistes d'Al-Qaïda et des militaires dans la région de Marib (est), faisant 4 morts et 7 blessés. Le chef local recherché (Saleh al-Chabwani) du réseau terroriste a été tué.